# Bedfont Sports F.C.
Câu lạc bộ bóng đá Bedfont Sports là một câu lạc bộ bóng đá có trụ sở ở Bedfont, Greater London, Anh. Đội hiện là thành viên của  và thi đấu trên sân Bedfont Recreation Ground.

## Lịch sử
Câu lạc bộ được thành lập vào năm 2002 với tư cách là một đội thứ bảy cho Bedfont Sunday, một đội giải đấu vào Chủ nhật, và không lâu sau đó là câu lạc bộ trẻ Bedfont Eagles. Năm 2003, đội tham gia Division One của Hounslow và District League, giành chiến thắng trong lần đầu tiên.
Năm 2004, Bedfont gia nhập Division One của Middlesex County League, và sau khi kết thúc với vị trí á quân trong mùa giải đầu tiên, đã được thăng hạng lên Premier Division. Trong các mùa giải 2006-07 và 2007-08, đội đã giành được Open Cup, trong khi mùa giải 2008-09, đội giành được Middlesex Premier Cup và về thứ ba ở Premier Division, sau đó họ chuyển đến Division One của Combined Counties League. Mùa giải 2011-12, đội kết thúc với vị trí á quân tại Division One, giành quyền thăng hạng lên Premier Division.
Mùa giải 2017-18 chứng kiến Bedfont kết thúc với vị trí á quân ở Premier Division, giành quyền thăng hạng lên South Central Division của Isthmian League.

## Sân vận động

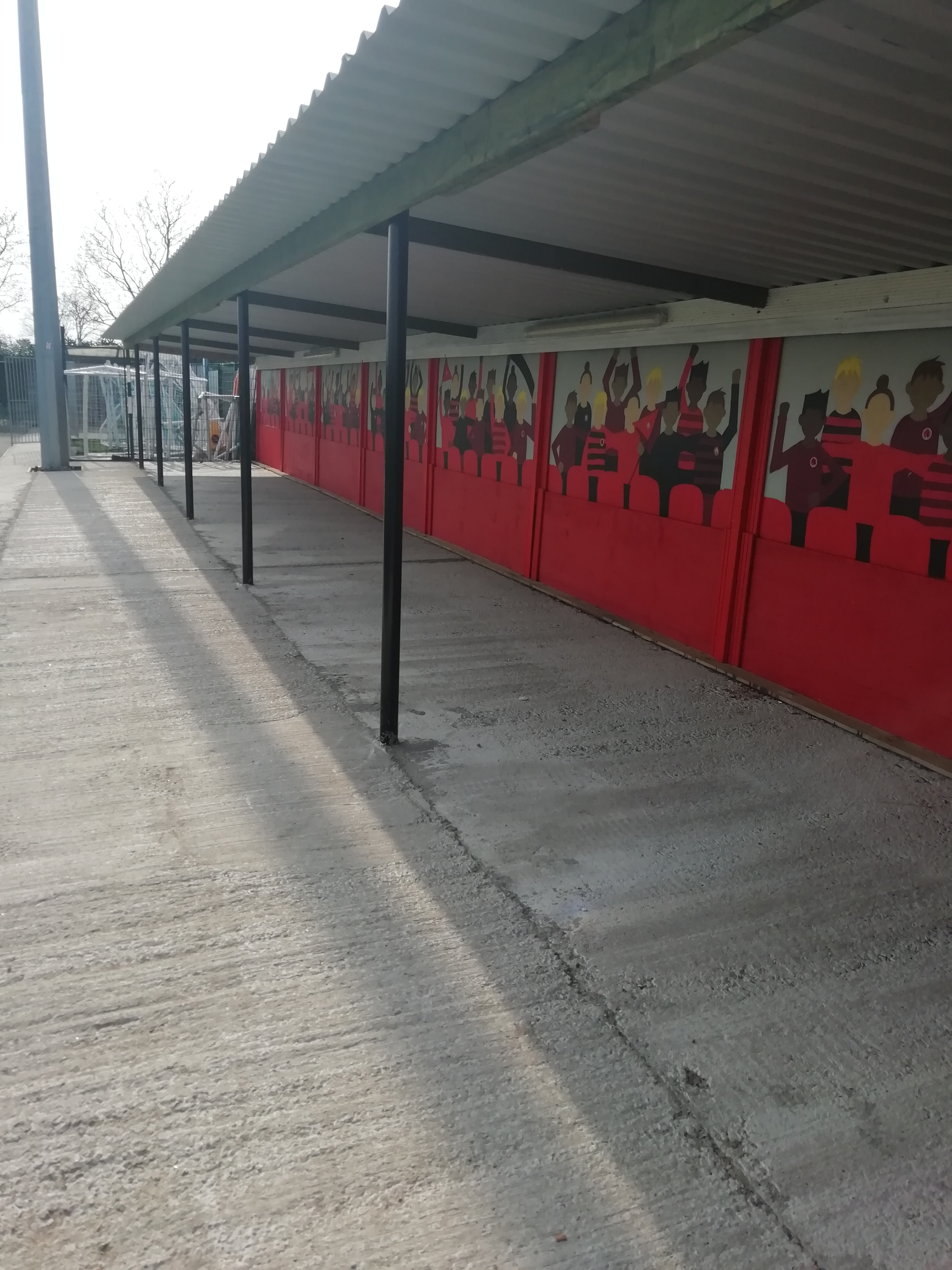

Câu lạc bộ chơi tại Bedfont Recreation Ground trên đường Hatton Road in Bedfont. Sân có sức chứa 3.000 khán giả, trong đó 200 chỗ có mái che. Vào năm 2018, Bedfont Recreation Ground đã tổ chức một số trận đấu trong CONIFA World Cup.

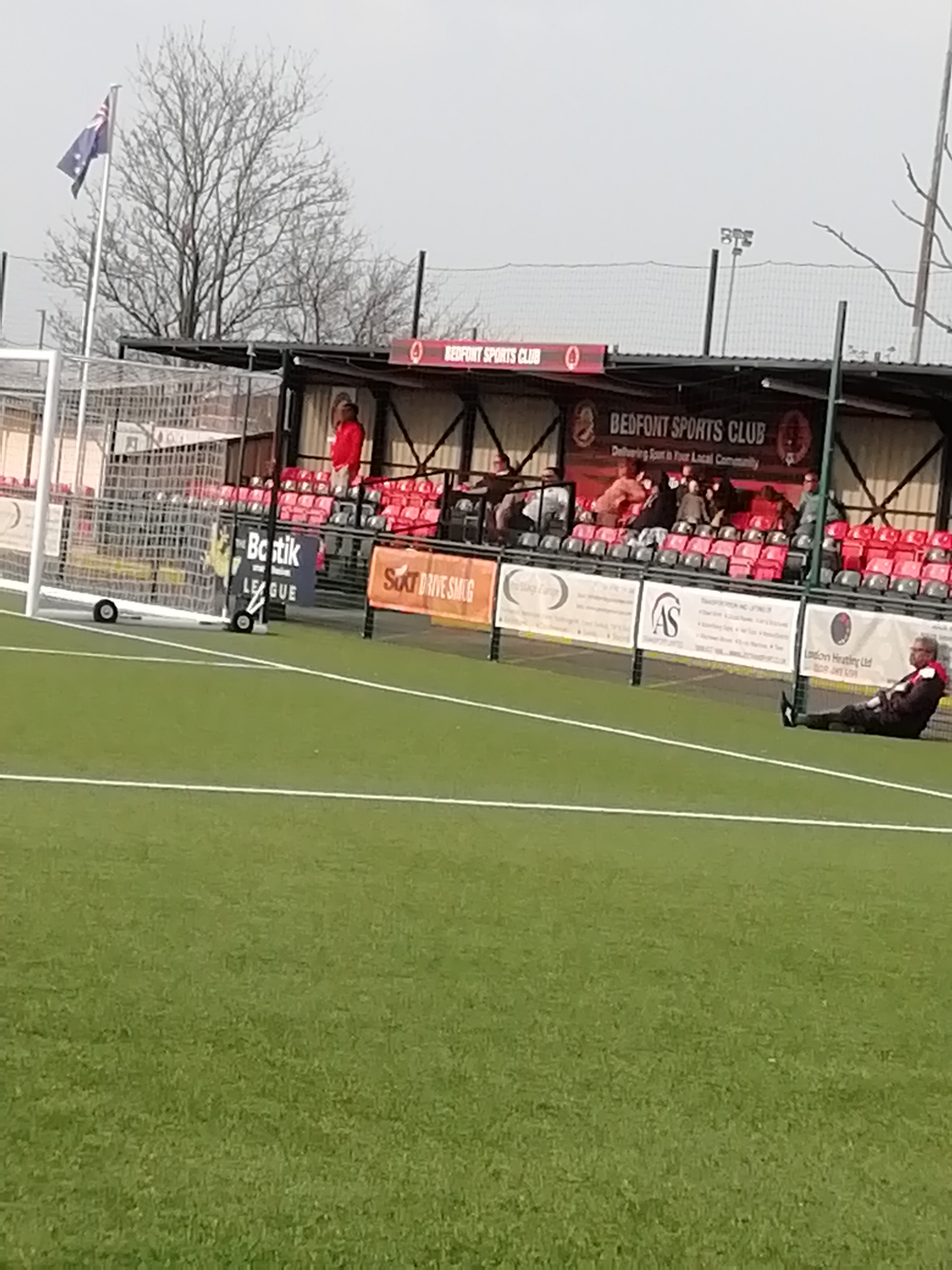

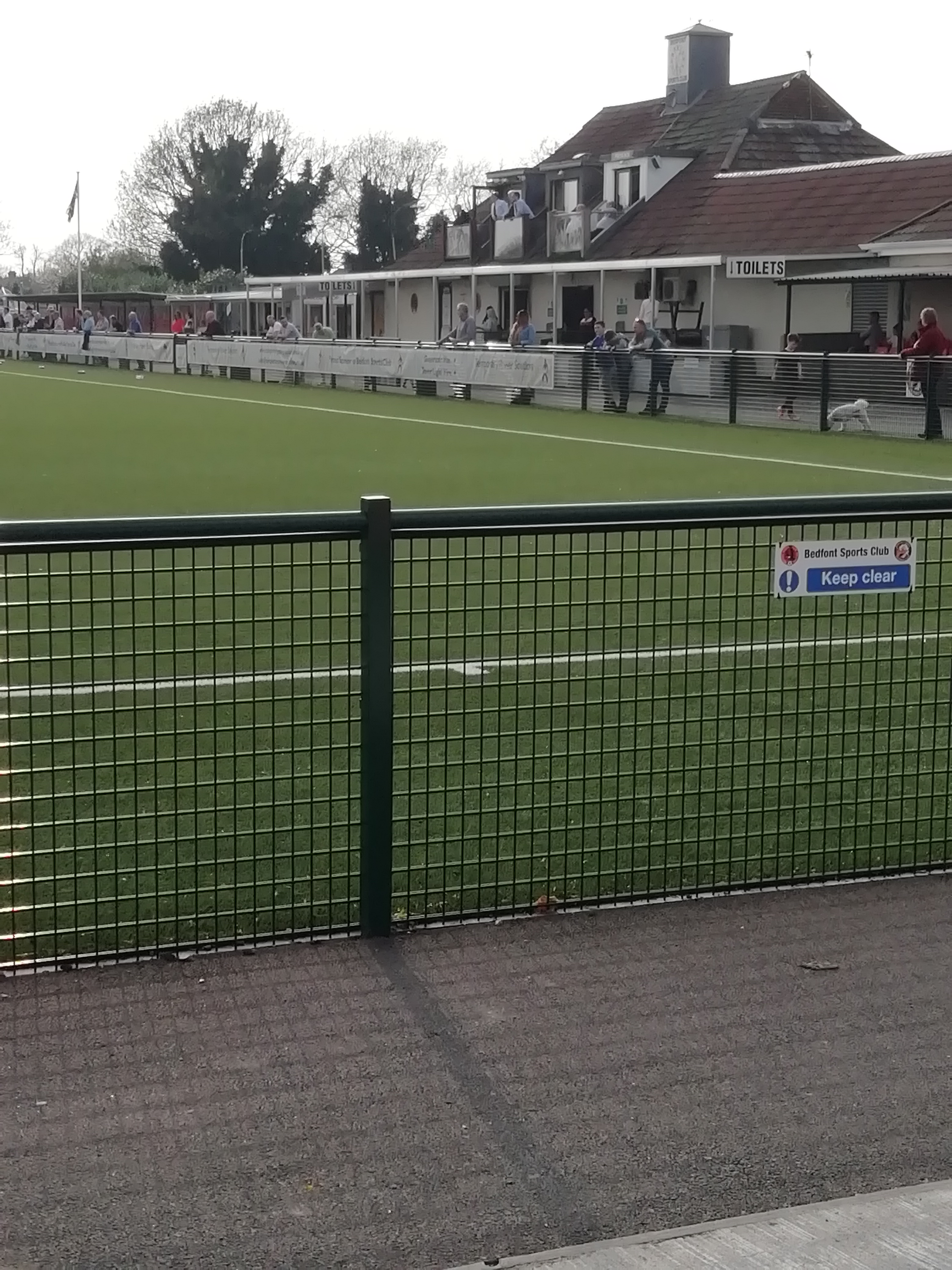

## Danh hiệu
- Middlesex County League
  - Vô địch Open Cup 2006-07, 2007-08
- Hounslow and District League
  - Vô địch Division One 2003-04
- Middlesex Premier Cup
  - Vô địch 2009-10

## Kỉ lục
- Thành tích tốt nhất tại Cúp FA: Vòng sơ loại, 2011-12, 2013-14, 2015 16, 2016-17[7]
- Thành tích tốt nhất tại FA Vase: Vòng Ba, 2016-17[7]